# Sara Cetinja
Sara Cetinja (2000. április 16. –) szerb női válogatott labdarúgó. Az olasz Internazionale hálóőre.

## Pályafutása
7 éves korában iratkozott be az FK Bolesnikov akadémiájára és országos, valamint nemzetközi versenyeken szerepelt csapatával, melyeken érmekkel, kupákkal és nagyszerű játékának köszönhetően több alkalommal is egyéni elismerésekben részesült. 2014-ben jelentkezett a Spartak Subotica gárdájához. Képességei és elhivatottsága révén Szerbia egyik legígéretesebb labdarúgójaként tartják számon.
A Spartaknál három bajnoki címet és két kupagyőzelmet szerzett, majd a Crvena Zvezda csapatához távozott. Két évvel később a francia másodosztályban érdekelt Nancy együttesénél folytatta, de a tervezett élvonalbeli feljutás és az állandó szereplés is kudarcba fulladt, így a szezon végén ismét váltott. 
Ezúttal a Pomigliano ajánlatát fogadta el és rövidesen a kezdőcsapatban találta magát.
A 2023–24-es olasz bajnoki szezon előtt aláírt az Internazionale gárdájához.

### A válogatottban
Románia ellen egy barátságos találkozón debütálhatott első alkalommal Szerbia színeiben, miután a 46. percben Milica Kostićot váltotta a kapuban.

## Sikerei

### Klubcsapatokban
Szerb bajnok (3):
- Spartak Subotica (3): 2015–16, 2016–17, 2017-18

 Szerb kupagyőztes (2):
- Spartak Subotica (2): 2015–16, 2016–17

## Statisztikái

### A válogatottban
2021. október 26-ával bezárólag
| Válogatott | Szezon   | Mérk. | Gól |
| ---------- | -------- | ----- | --- |
| Szerbia    |          |       |     |
| 2019       | 1        | 0     |     |
| 2020       | 1        | 0     |     |
| 2021       | 2        | 0     |     |
| 2022       | 0        | 0     |     |
| 2023       | 1        | 0     |     |
| 2024       | 1        | 0     |     |
| Összesen   | Összesen | 6     | 0   |